# Club Moral
Club Moral is een Belgisch kunstenaarscollectief en noiseband die in 1981 opgericht werd door kunstenaars Danny Devos en Anne-Mie van Kerckhoven. De band heeft zijn basis in Antwerpen. Ze zijn bekend om hun controversiële performances en beelden. Tussen 2003 en 2012 maakten afwisselend ook Dylan Van Looy, Mauro Pawlowski, Aldo Struyf en Orphan Fairytale deel uit van de band.
Tussen 1981 en 1993 organiseerden ze talloze tentoonstellingen, performances en muziekoptredens in een oud fabrieksgebouw in Borgerhout.

## Discografie
- CM003 - Mit Neuen Waffen (1981) C-60 Cassette
- CM004 - Zeno X (1981) C-30 Cassette + Poster + Original artwork by AMVK
- CM007 - Blanco (1982) C-90 Cassette compilation
- CM016 - Attack On Stuttgart (1983) C-60 Cassette
- CM026 - Cross of the Good Death (1983) C-30 Cassette + Poster
- CM031 - 19 Keys (1983) C-90 Cassette
- X3 - 20.000 Mijlen Over De Schelde (1984) Cassette on Zwijntape
- CM039 - The Parts: Auschwitz war Wunderbar (1983) C-60 Cassette
- CM043 - Propagandum (1984) C-90 Cassette compilation + Booklet
- CM044 - C.M. Live in the Country (1984) C-60 Cassette
- CM055 - 19 Enochian keys by 19 bands (1986) 2 x C-60 Cassette compilation
- CM061 - Live Outtakes (1986) C-90 Cassette
- ST 00G - Club Moral (1986) C-60 Cassette on Staalplaat
- To All Who Are Interested (1989) Lp on Cthulhu Records, Germany
- Cerebrale Pathologie (2003) 10" Lp on Kapellmeister, Belgium
- CM066 - Living(stone) (2004)CD
- CM067 - User Handbook (2004) CDR
- DMR014 - Lonely Weekends (2006) 7" single on Dead Mind Records
- CM073 - Bum Collar (2006) CDR
- CM080 - Felix Culpa (2008) CDR
- trash052 - Mit Neuen Waffen (2010) CD on Trash Ritual (reissue)
- VOD93 - Club Moral 1981-1986 (2011) 5 Lp + DVD + boek on Vinyl on Demand